# بضعة عظمية
البضعة العظمية (sclerotome) هي جزء من الجُسيدة، وهي هيكل في التطور الجنيني للفقاريات. وتنقسم البضعات العظمية في نهاية المطاف إلى فقرة ومعظم الجمجمة. النصف الزيلي (الخلفي) للبضعة العظمية ينصهر مع النصف المنقاري (الأمامي) للبضعة العظمية المجاورة لتشكيل كل فقرة من الفقرات .
ومن موقعها الأولي داخل الجُسيدة، تقوم خلايا البضعة العظمية بالانتقال نحو القردود. وهذه الخلايا تلتقي بخلايا البضعة العظمية من الجانب الآخر لتشكيل الجسم الفقري. ومن هذا الجسم الفقري، تتحرك خلايا البضعة العظمية ظهريًا وتحيط بالحبل الشوكي النامي لتشكل القوس الفقري. وتنتقل خلايا أخرى نحو القاصي للعمليات الضلعية من الفقرات الصدرية لتشكيل الضلوع.

## وصلات خارجية
- Diagrams at ciwemb.edu